# Rudolf Schauss
Rudolf „Rudi“ Schauss (* 1. Februar 1957 in Graz, Steiermark; † 24. Oktober 2016 auf einem Flug von Bangkok nach Wien) war ein österreichischer Fußballspieler. Während seiner Laufbahn absolvierte der Defensivspieler über 400 Pflichtspiele für den SK Sturm Graz. Sein größter Erfolg war der Gewinn des österreichischen Bundesliga-Vizemeistertitels im Jahr 1981.

## Karriere
Rudi Schauss begann seine sportliche Laufbahn 1967 in der Schülermannschaft des SK Sturm Graz und wurde dort als Offensivspieler ausgebildet. Einmal war er Torschützenkönig in seiner Liga.
Unter Cheftrainer Karl Schlechta wurde Schauss erstmals in die Kampfmannschaft einberufen und gab am 8. Mai 1976 bei einer 0:1-Heimniederlage gegen Austria Wien sein Bundesliga-Debüt. Zunächst als Unterstützung im Mittelfeld eingesetzt, wurde er bereits in seiner zweiten Saison Stammspieler und entwickelte sich in der Abwehr zur wichtigen Vereinsstütze. 1979 lehnte er ein Vertragsangebot aus Bern ab und blieb Sturm für den Rest seiner Karriere treu. Später wurde er Mannschaftskapitän.
Im April 1981 wurde Schauss als einziger Sturmspieler von Teamchef Karl Stotz in den Kader der österreichischen Nationalmannschaft einberufen, bei einem Testspiel gegen Feyenoord Rotterdam kam er aber nicht zum Einsatz. Nur zwei Monate später verpasste er mit Sturm um gerade einmal einen Punkt den ersten Meistertitel der Vereinsgeschichte. Mit Spielern wie Božo Bakota, Gernot Jurtin und Andy Pichler waren die Grazer als Tabellenführer in das letzte Heimspiel gegangen, mussten sich im restlos ausverkauften Liebenauer Stadion aber mit 1:4 Rapid geschlagen geben und verloren die Meisterschaft damit noch an Seriensieger Austria Wien. Im UEFA-Pokal bestritt Schauss 15 Partien und erzielte dabei einen Treffer (beim Heimsieg gegen ZSKA Moskau im September 1981). Seinen größten internationalen Erfolg feierte er im UEFA-Pokal 1983/84, als Sturm nach Siegen gegen Sportul Studențesc, Hellas Verona und Lok Leipzig erst im Viertelfinale knapp an Nottingham Forest scheiterte. Im Herbst 1985 gelangen ihm zwei wichtige Ligatreffer, mit denen er das Derby gegen den GAK und eine umkämpfte 4:3-Heimpartie gegen den SSW Innsbruck zugunsten seiner Mannschaft drehte. Nachdem er am 2. Dezember 1989 sein letztes (0:3 gegen Rapid) von insgesamt 385 Bundesliga-Spielen bestritten hatte, ließ er seine Karriere beim Amateurverein Red Star Knittelfeld ausklingen.
Der von der Steirerkrone als „stiller Dauerbrenner“ bezeichnete Rudi Schauss war gelernter Kürschner und übte diesen Beruf bis zu seiner Pensionierung aus. Er verstarb im Oktober 2016 unerwartet auf dem Rückflug von einer Urlaubsreise zwischen Bangkok und Wien. Seine Urne wurde auf dem Friedhof im weststeirischen Köflach beigesetzt.

## Spielweise
Als Abwehrspieler schaltete sich Rudi Schauss immer wieder in den Angriff mit ein. Laut Christian Tragschitz von Weltfussball.at verkörperte er dadurch bereits Anfang der 1980er Jahre den „Inbegriff des modernen Außenverteidigers“. Dank seiner Vielseitigkeit wurde er auch als Libero, Manndecker, defensiver Mittelfeldspieler und Vorstopper eingesetzt.

## Erfolge
- Österreichischer Vizemeister 1980/81
- Viertelfinale des UEFA-Pokal 1983/84